# Heilig Hartbeeld (Den Haag)
Het Heilig Hartbeeld is een standbeeld in de Nederlandse stad Den Haag.

## Achtergrond
Bij het vijftigjarig bestaan van het Westeinde Ziekenhuis, in 1923, kreeg het ziekenhuis van de Haagse katholieke burgerij een fonds aangeboden voor de plaatsing van een Heilig Hartbeeld in de tuin. Het ontwerp van het beeld werd gemaakt door oud-patiënt Dorus Hermsen en uitgevoerd door de Belgische beeldhouwer Aloïs De Beule.

## Beschrijving
De beeldengroep heeft een opmerkelijke compositie voor een Heilig Hartbeeld. Centraal staat een Christusfiguur met nimbus en op zijn borst een vlammend hart. Links van hem knielt een vrouw met kind, rechts van hem zit een van de zusters van liefde en aan zijn voeten ligt een man op een ziekbed.
Op de sokkel is een plaquette aangebracht met de tekst 

1873 1923 dankbaar 's-gravenhage
aan de
zusters van liefde van o.l.v.
moeder van barmhartigheid